# CS/LK4型近区防御遥控武器系统
CS/LK4型近区域遥控武器系统是由中华人民共和国兵器装备集团所研製和生產的反蛙人多管火箭炮及机炮合一式遙控武器系統，在2016年中國國際航空航天博覽會北方工业公司的展区中首度展出，反蛙人火箭炮部份發射55毫米反蛙人火箭彈，而机炮則發射30×165毫米机炮炮弹。

## 概述
CS/LK4与前型——CS/AR1及其原型俄羅斯DP-65A在功能上很相似，都是左右都装上了反蛙人火箭發射管，和安裝用於反蛙人對舰艇行動的近区防卫武器系统装备。但不同在於，CS/LK4在中间追加了30毫米机炮，不仅可以打击试图水下渗透的蛙人，还可以打击从水面渗透的蛙人或小艇等近距离小型水面目标之以外，以至具备有限度防空能力。 
在存在海洋国土争端，宵小国家不稳、局势复杂的地方，水面和水下的威胁日益严重。保障岛礁的水域安全，避免水下破坏分子发动袭击显得重要。比如越共蛙人部队，甚至有著將美国航空母舰炸沉的战功。2014年5月，越南亦曾派出蛙人放置渔网、大型漂浮物等，在西沙中国钻井平台挑起事端，对中国方面的作业安全构成严重威胁。
CS/LK4的反蛙人火箭發射管亦可采用单射、组射或齐射模式，在舰艇驻泊、锚泊时能有效歼灭蛙人等水下近区小型运动目标，以保证舰艇自身的安全。反蛙人火箭炮系统主要由反蛙人火箭炮、发控设备、反蛙人高爆杀伤弹等组成。
而CS/LK4搭载的机炮為H/PJ-17型单管30毫米舰炮（代号：HPJ17-1-30）的移植型，而且明显继承了隱身化的穿孔式隔熱罩包覆设计，并于炮口裝有消焰器。
CS/LK4的系统采用模块化设计，面积緊湊，适装性广泛。各个部件都采用了快速组装技术以便装拆。该系统采用了全数字控制技术而且有著一定的故障自诊断能力，具有响应速度快、高精度、高度的智能化和良好的维修性。

## 資料來源
1. ↑  . news.takungpao.com.   [07-10-2018]. （原始内容存档于2016-11-08）.
2. ↑  . https://mil.news.sina.com.cn/.   [2019-10-29]. （原始内容存档于2019-10-29）.

## 外部連結
- （繁體中文）—中時電子報—反制越蛙人部隊 陸在南海祭出多款新武器